# Equator
Equator är ett studioalbum av det brittiska rockbandet Uriah Heep, utgivet 1985. Basisten Trevor Bolder är här tillbaka i bandet efter nästan 5 års frånvaro.

## Låtlista
1. "Rockarama" - 4.20
2. "Bad Blood" - 3.33
3. "Lost One Love" - 4.40
4. "Angel" - 4.47
5. "Holding On" - 4.20
6. "Party Time" - 4.20
7. "Poor Little Rich Girl" - 6.25
8. "Skools Burning" - 4.25
9. "Heartache City" - 4.59
10. "Night of the Wolf" - 4.31

## Medlemmar
- Peter Goalby - Sångare
- Mick Box - Gitarr, och sång
- John Sinclair - Organist, Synthesizer, Gitarr, och sång
- Trevor Bolder - Bas
- Lee Kerslake - Trummor